# Иван Ергић
Иван Ергић (Шибеник, 21. јануар 1981) је бивши српски фудбалер и репрезентативац. Играо је за репрезентацију Србије и Црне Горе на Светском првенству у Немачкој 2006. године.

## Каријера
Ергић је рођен у Шибенику, а живео је у селу Гаћелези. Као дете са породицом одлази у Аустралију у град Перт. Тамо је играо на Аустралијском универзитету за спорт. Своју професионалну каријеру започиње 1999. у екипи Перт глорија.
Године 2000. одлази у Јувентус, али одмах бива послат на позајмицу у Базел. Касније је и потписао уговор са швајцарским клубом вредан 1,6 милиона швајцарских франака. Постао је капитен тима 2006. али је 2008. предао траку саиграчу Франку Костанцу. Своју 150-у утакмицу као стартер у дресу Базела одиграо је 10. маја 2008. против Јанг Бојса на Сент Јакоб Парку. Базел је победио са 2-0 и освојио шампионску титулу. У јуну 2009. напушта Базел након што нови тренер Торстен Финк није желео да продужи уговор са њим. Провео је девет година у клубу и одиграо преко 200 мечева.
Следећа дестинација му је био турски Бурсаспор. Са њима је освојио национално првенство у сезони 2009/10. Ту је завршио каријеру 2011. године.

## Репрезентација
Иако је фудбалско знање стекао у Аустралији, Ергић је одлучио да игра за Србију. 15. маја 2006. селектор Илија Петковић је објавио списак за Светско првенство 2006. у Немачкој, на којем се нашао и Ергић као дебитант. Свој деби у дресу репрезентације имао је у пријатељском мечу пред СП са Уругвајем на Маракани. За национални тим одиграо је 11 мечева без постигнутог гола, у периоду од 2006. до 2008.

## Колумна
Од 2008. године Ергић пише колумну за дневни лист Политика.